# Nour-Eddine Gezzar
Nour-Eddine Gezzar (* 17. Februar 1980 in Clermont-Ferrand) ist ein französischer Hindernis- und Langstreckenläufer.
Bei den Spielen der Frankophonie 2005 gewann er Bronze über 3000 m Hindernis.
2006 wurde er positiv auf Finasterid und Norandrosteron getestet und wegen dieses Verstoßes gegen die Dopingbestimmungen für zwei Jahre gesperrt.
Bei den Leichtathletik-Halleneuropameisterschaften 2011 schied er über 3000 m im Vorlauf aus.
2012 lief er bei den Leichtathletik-Europameisterschaften in Helsinki über 3000 m Hindernis auf dem vierten Platz ein, wurde aber disqualifiziert, da in einer zwei Wochen zuvor vorgenommenen Dopingprobe Erythropoetin festgestellt wurde. Als Wiederholungstäter wurde er für zehn Jahre gesperrt.

## Persönliche Bestzeiten
- 1500 m: 3:36,99 min, 2. Juni 2006, Nantes
  - Halle: 3:42,08 min, 12. Februar 2011, Val-de-Reuil
- 3000 m: 7:53,52 min, 8. Juli 2005, Sotteville-lès-Rouen
  - Halle: 7:52,21 min, 5. Februar 2011,	Mondeville
- 3000 m Hindernis: 8:12,25 min, 22. Juli 2011, Monaco